# Associação Nacional de Ação Indigenista
A Associação Nacional de Ação Indigenista (Anaí) é uma organização não governamental brasileira dedicada a defesa e promoção dos direitos dos povos indígenas brasileiros com destaque para a região Nordeste e Leste do Brasil.
Foi criada em 1979 em Salvador e formalizada em 1982 como Associação Nacional de Apoio ao Índio da Bahia (Anaí-Bahia) por pesquisadores ligados ao Programa de Pesquisas sobre Povos Indígenas do Nordeste Brasileiro (Pineb) da Universidade Federal da Bahia. Em 1996 adotou a designação atual. Sua fundação se inseriu num movimento contra a emancipação legal dos índios imposta pelo governo militar brasileiro da época. Segundo a Comissão da Verdade “Rubens Paiva”, do estado de São Paulo, os indigenistas "denunciavam que, com o argumento de 'integrar' os índios à sociedade, o projeto na prática retiraria a proteção legal sobre suas terras, liberando-as para o mercado".
Os objetivos da organização são buscar uma paridade no diálogo entre indígenas e não-indígenas, com vistas a uma coexistência pacífica e igualitária, também lutando pelo reconhecimento e implementação efetiva dos seus direitos constitucionais e humanos, que historicamente vêm sendo negligenciados e espoliados. Sendo assim, a Anaí soma dezenas de trabalhos concentrados nos planos político, cultural, social e humanitário. Além disso, a mesma mantém colaboração com instituições públicas e científicas e outras entidades afins, e produz expressivo corpo de estudos sobre a temática indígena, incluindo extensos mapeamentos e monitoramentos de territórios indígenas do Nordeste-Leste do país.
A entidade centraliza suas ações na Região Nordeste e Leste do Brasil, abrangendo os seguintes estados: Alagoas, Bahia, Ceará, Espírito Santo, Minas Gerais, Paraíba, Pernambuco, Piauí, Rio Grande do Norte e Sergipe. Em 2014 recebeu o Prêmio Memorial Digital, concedido pela Rede Memorial, pelo projeto Memória digital dos povos indígenas do Nordeste, que ressalta em todo o território nacional os projetos de criação de bancos digitais de memória que possuam as distinções de ineditismo e relevância do acervo.
Em seus mais de 40 anos de história a Anaí contabiliza importantes ações focadas em três eixos: mulheres indígenas, educação indígena e gestão territorial. No que se refere a projetos voltados para as mulheres indígenas e educação indígena destaca-se o Cunhataí Ikhã (2018-2021) financiado pelo Malala Fund e o famoso Pré-Universitário Jenipapo-Urucum (2021-atual) realizado em parceria com a L’Oréal para o Futuro. Quanto a gestão territorial, a instituição participou da PNGATI – Política Nacional de Gestão Territorial e Ambiental de Terras Indígenas entre 2014 e 2016. Todas as ações da Anaí culminaram na publicação de diversos livros que detalham o desenvolvimento dos trabalhos, são eles: Recontando a história do índio no Brasil (1992), Passeio na Aldeia (2014), Plano de Gestão Territorial e Ambiental da Terra Indígena Caiçara/Ilha de São Pedro (2014), Etnomapeamento da Terra Indígena Entre Serras de Pankararu (2016), Kapinawá: Território, Memórias e Saberes (2016), Kapinawá – Pensando Sobre o Cuidado Com o Território (2017), O Tempo e a Terra: Mapeando o Território Indígena Kapinawá (2017), Diagnóstico Educação Escolar Indígena na Bahia na perspectiva do projeto Cunhataí Ikhã (2021), Memória dos Povos Indígenas do Nordeste: Catálogo seletivo de documentos Sonoros Pataxó (2022). As obras e outras publicações estão disponíveis gratuitamente para download no site da instituição.